# Shyaka Kagame
Pour les articles homonymes, voir Kagame (homonymie).
Shyaka Kagame (né en 1983), est un cinéaste rwandais et suisse. Il est connu comme le réalisateur du film Bounty,.

## Biographie

### Jeunesse
Il est né en 1983 à Genève, en Suisse, de parents rwandais. Sa sœur cadette, Kayije Kagame, est actrice.

### Parcours professionnel
Avant d'aller au cinéma, il a étudié les sciences politiques. En 2009, Kagame commence sa carrière cinématographique en tant qu'assistant réalisateur auprès du cinéaste genevois Frédéric Baillif. En juin 2017, Kagame a commencé sa carrière de réalisateur avec le film Bounty. Le film a reçu des critiques élogieuses et a été présenté dans de nombreux festivals de cinéma. Ce film documentaire est unique en raison du manque de voix-off, de conversation ou de faces caméra. Le film aborde des questions sur les origines des Suisses noirs d'origine africaine et leur assimilation au sein de la Suisse. 
En juin 2023, est publiée sa série audio Boulevard du Village Noir, une coproduction de la RTS et Futur Proche. Dans ce documentaire en six épisodes, Kagame revient sur l'agression raciste qu'il a vécu à Genève en 2020, retrace l'histoire de la présence noire en Suisse, et aborde les imaginaires racistes qui se sont construits et ont persisté au sein du pays helvétique.

## Filmographie

### Assistant réalisateur
- 2011 : Believers: Who's Back?

### Réalisateur
- 2017 : Bounty

### Scénariste
- 2017 : Bounty
- 2023: Boulevard du Village Noir